# Cuenco
Un cuenco o bol (del inglés bowl) es todo aquel recipiente que tiene las funciones de un tazón, pero de forma semiesférica y sin asas. Se emplea tanto para contener líquidos o granos como para beber, y en la moderna vajilla, los tamaños grandes pueden aceptar el uso de ensaladera (aunque el diccionario define esta última como fuente honda). En la cocina japonesa y la cocina china, el cuenco es el recipiente rey de la vajilla.
Los prescriptivistas lingüísticos desaconsejan la grafía boul y consideran obsoleta la grafía bowl.

## Materiales
Los primitivos cuencos de piedra, arcilla y madera, con el progreso de las civilizaciones se fabricaron en materiales de todo tipo: cerámicos, bronces, vidrios, así como en piedras y metales diversos (mármoles, cobre, plata y oro, etc.); tuvieron especial desarrollo en la industria de la porcelana, y más recientemente en la del vidrio borosilicatado y los plásticos.
En alfarería tradicional, cuenco es sinónimo de escudilla, y se describe como vaso cuyo diámetro -generalmente inferior a 20 cm.- es entre dos y cuatro veces superior a su altura. Sus hermanos mayores reciben nombres más concretos, relacionados con su uso, como por ejemplo: ensaladera, ponchera, tostador de café, etc. Los cuencos fabricados en modernos materiales suelen estar preparados para métodos de cocción como el horno y el microondas.

## Galería arqueológica

Cuencos
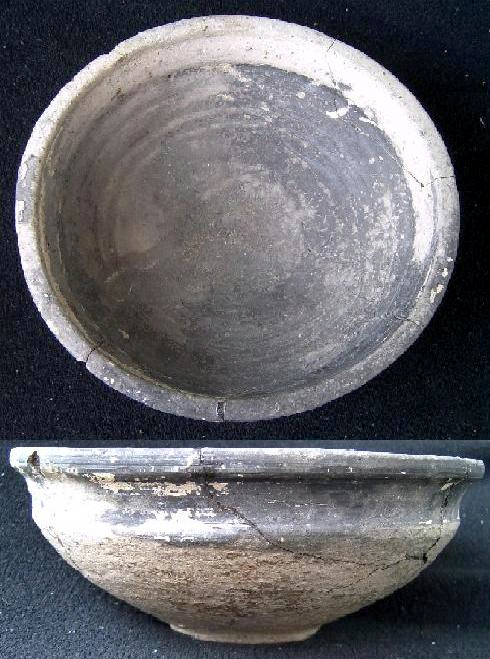
Cuenco de cerámica romana (siglo II).
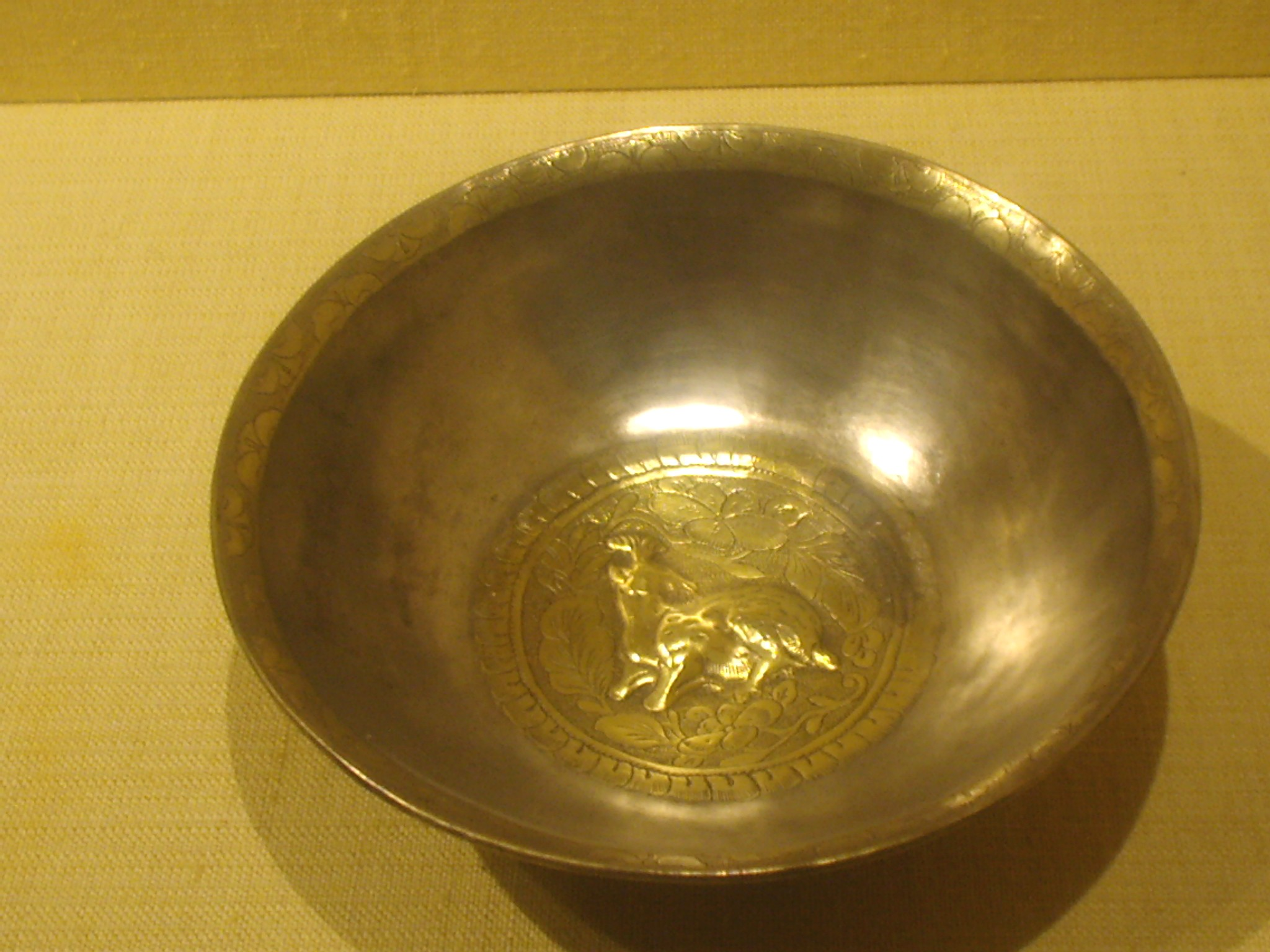
Cuenco de plata dorada de la dinastía Tang (618-907 d. C.). MET.
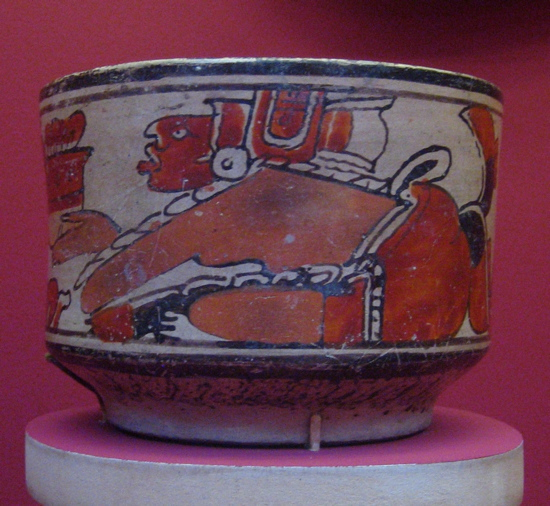
Cuenco de cerámica maya decorada en el LACMA.
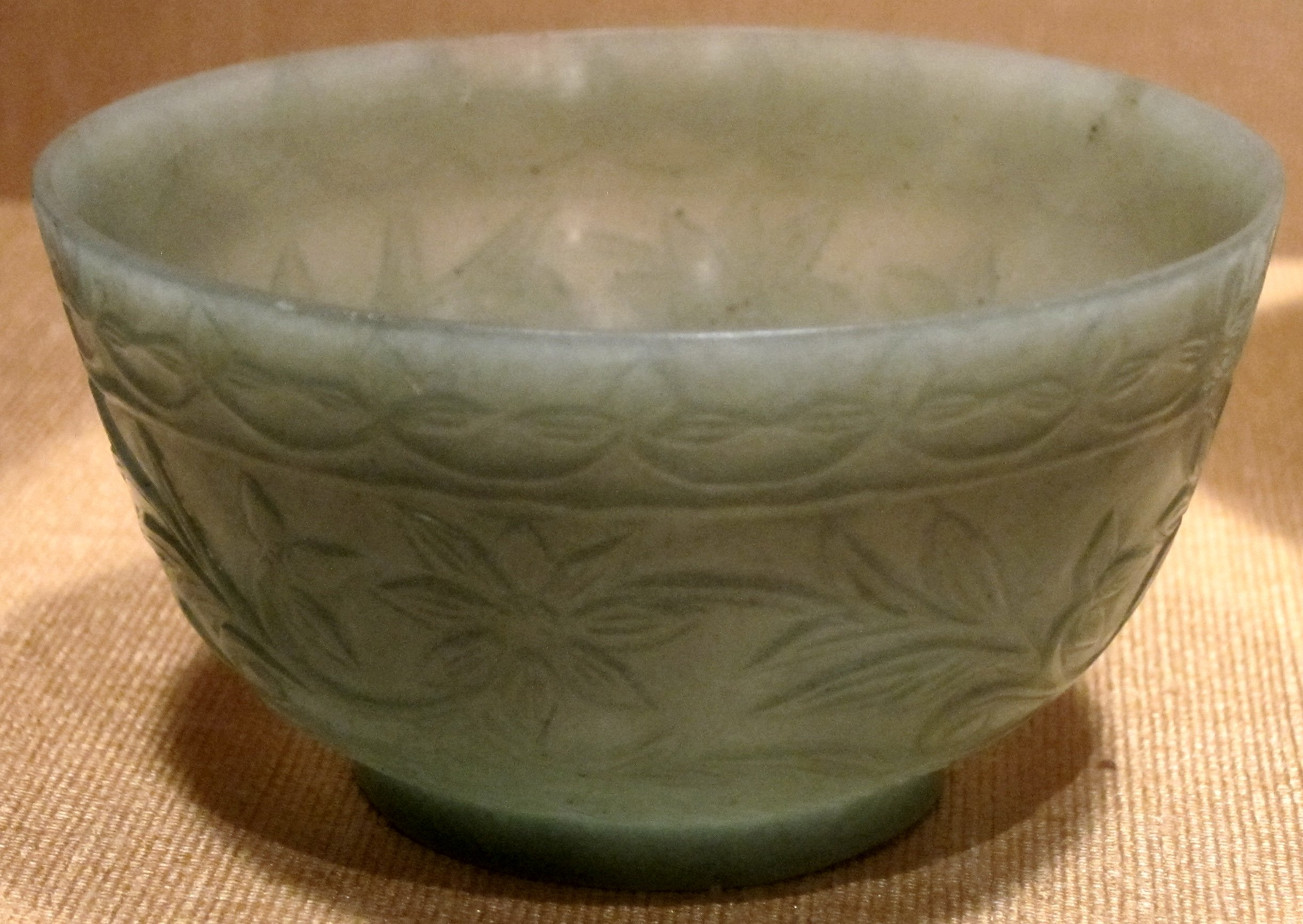
Cuenco de jade (nefrita) del norte de la India; siglo XIX. Honolulu Academy of Arts. Islas Hawái.

## Galería pictórica

Cuencos
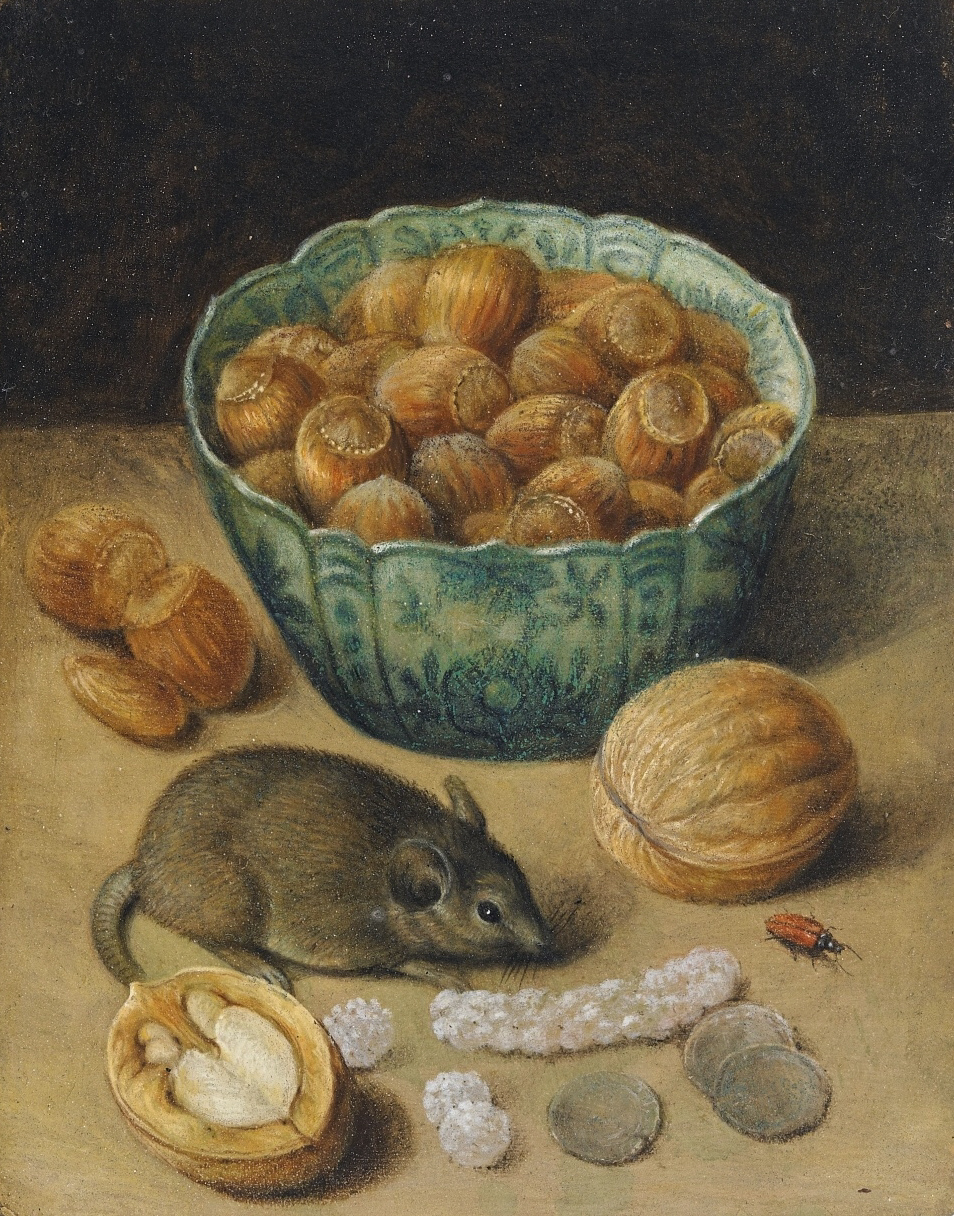
Georg Flegel: Bodegón con cuenco de frutos secos y ratón (1638). Galería Lempertz. Colonia.
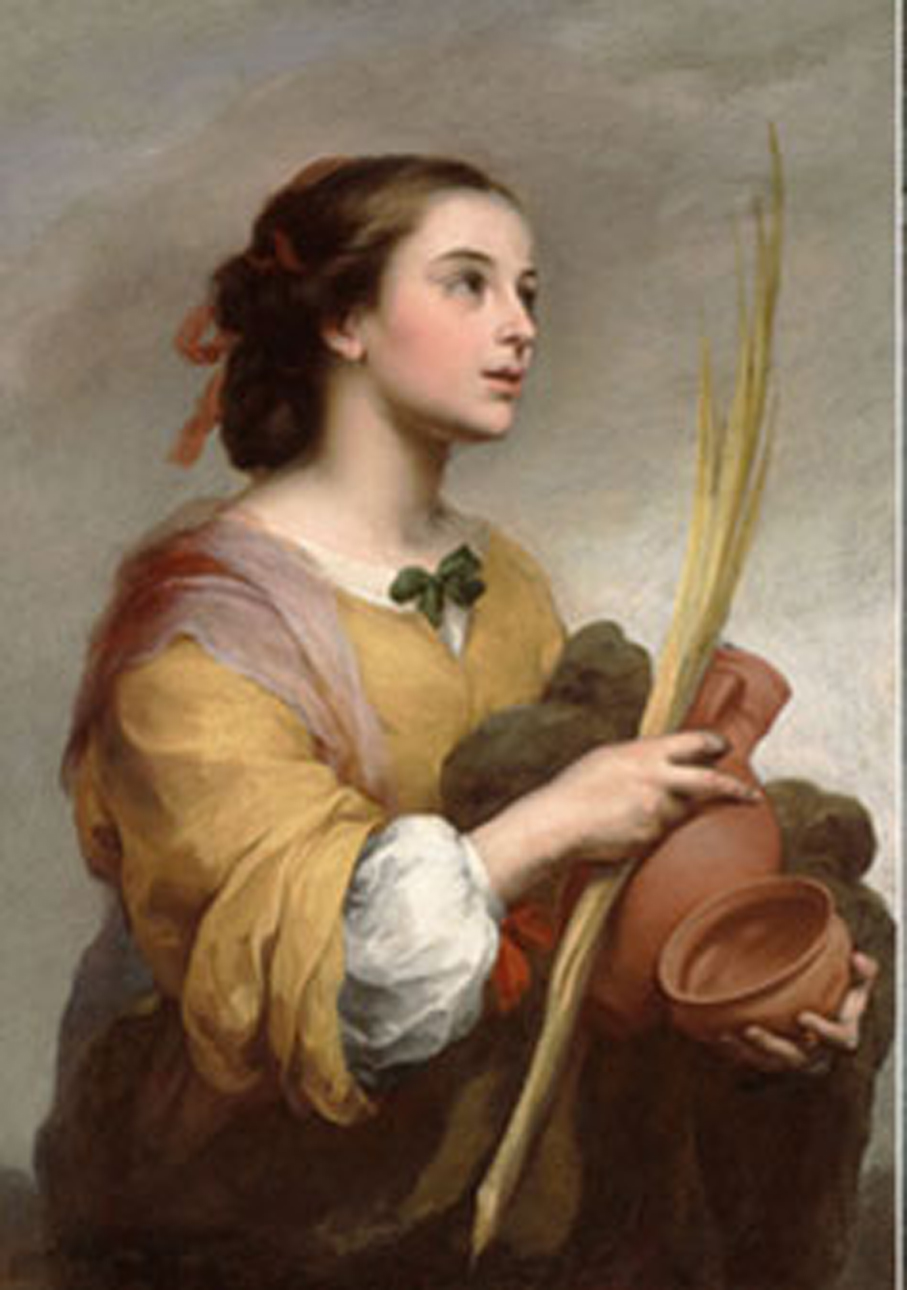
Santa Justa, la mártir alfarera de la Hispalis romana, pintada por Murillo hacia 1660. Museo Meadows. Dallas.
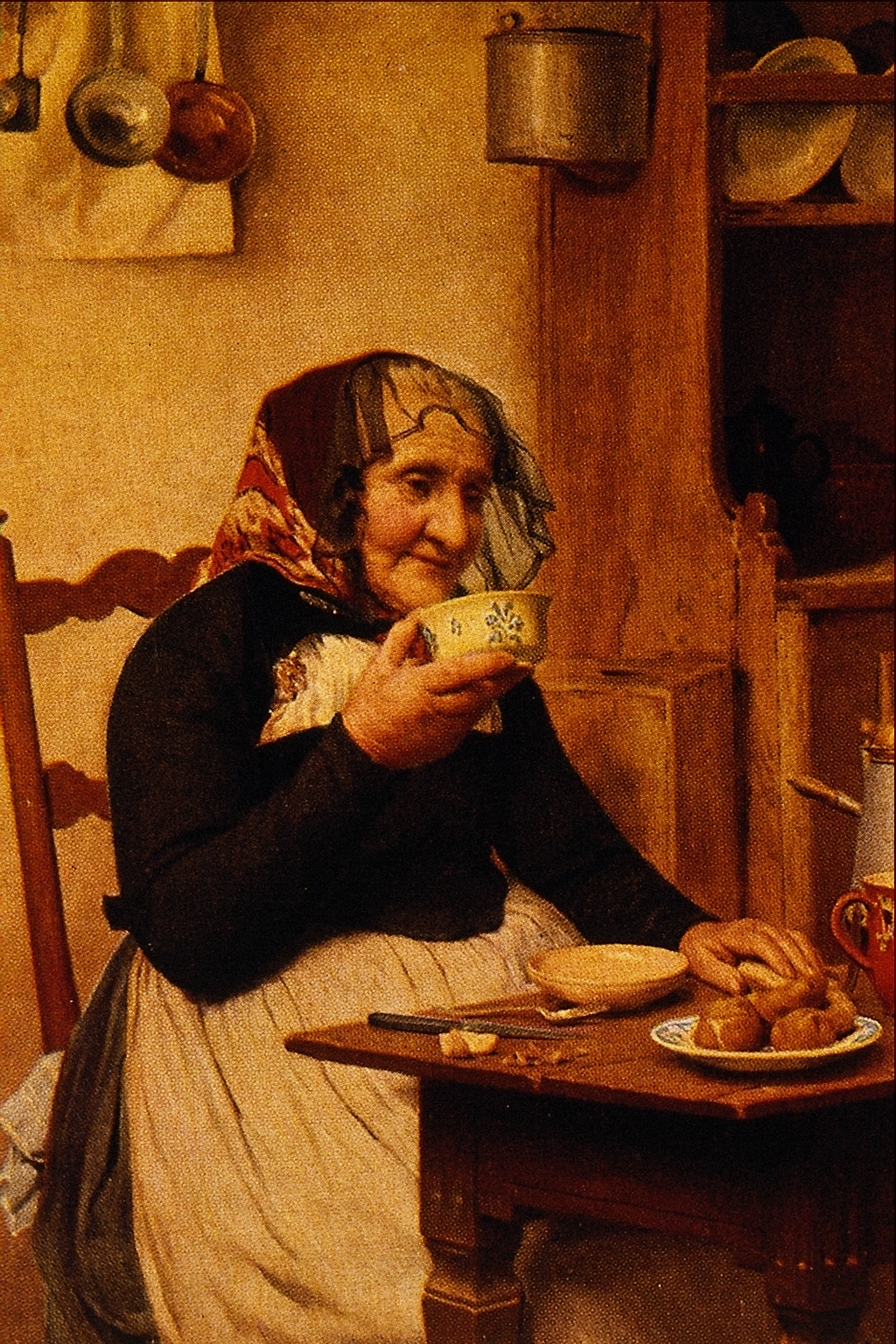
Albert Anker: La merienda de la abuela (hacia 1880).
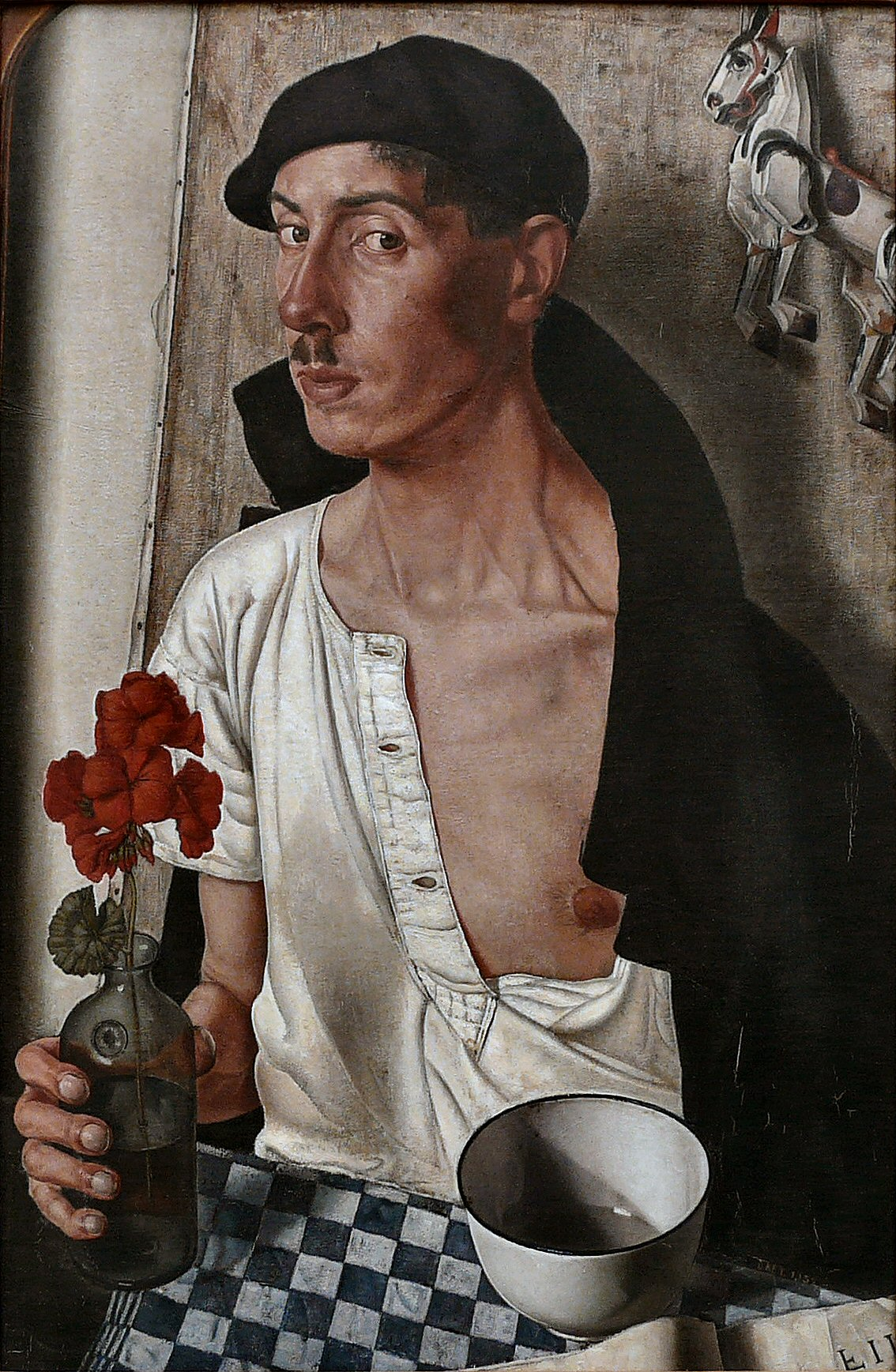
Dick Ket: Autorretrato de 1932. Museo Boymans Van Beuningen. Rótterdam.